# Диема Фемили
Диема Фемили (изписван официално от юни 2016 г. DIEMA FAMILY DF) е български телевизионен канал, насочен към дамската аудитория, част от Нова Броудкастинг Груп, от март 2019 г. до декември 2020 г. е собственост на Адванс медиа груп. През януари 2021 г. става собственост на „Юнайтед Груп“.Телевизията стартира на 1 август 1999 г. под името Александра ТВ основно като филмов канал. На 3 юли 2006 година каналът става част от Диема Вижън и сменя името си на Диема Фемили, ориентирайки се към семейната аудитория. През 2007 година каналът става част от групата на NOVA, като започва излъчването и на романтични теленовели. На 12 септември 2011 каналът променя визуалната си опаковка и лого, като отново се преориентира към дамската аудитория. В програмата на канала се излъчват основно латиноамерикански, турски и индийски сериали, както и романтични филми. На 8 април 2019 г. каналът отново променя визуалната опаковка и логото.

## Предавания
Сред сериалите, които DIEMA FAMILY, излъчва са „Непростимо“, „Моята карма“, „Прости ми“, „Сезонът на черешите“.
През март 2010 г. започва излъчване на Big Brother Family на живо от къщата с разписание през делничните дни от 09:30 до 12:00, а в събота и неделя до 12:15. От септември 2012 г. започва излъчване на VIP Brother на живо от къщата с разписание през делничните дни от 13:30 до 15:00, и също така 19 часа най-доброто от шоуто, събрано в един час. От 1 октомври 2013 до 1 октомври 2014 излъчва ефирно на MUX2, като програмата му е с един час назад.

## Еволюция на логото
- Лого на Александра ТВ
- Първо лого на Диема Фемили използвано 2006 – 2007
- Второ лого на Диема Фемили използвано 2007 – 2011
- Третото лого на Диема Фемили използвано 2011 – 2019
- Четвъртото лого на Диема Фемили използвано от 2019 г.